# 타사 데 앙골라
타사 데 앙골라(Taça de Angola)는 앙골라의 축구의 주요 "녹아웃" 컵 대회이다.
이 대회는 1980년에 설립되었으며 초반 두 대회는 지방에서 최고의 선수로 구성된 팀으로 구성되었으며 (셀레카오 지방), 1982년 시즌부터 대회는 공식적으로 현행 클럽 형식을 채택했다.
클럽은 1980년 나시오날 데 벵겔라와 1981년 TAAG가 우승한 비공식 컵 대회에 이어 1982년에 설립되었다 대회는 녹아웃(1차전 또는 2차전 제거)형식의 토너먼트로 진행된다.

## 같이 보기
- 수퍼타사 데 앙골라
- 지라볼라